# William C. Mayville

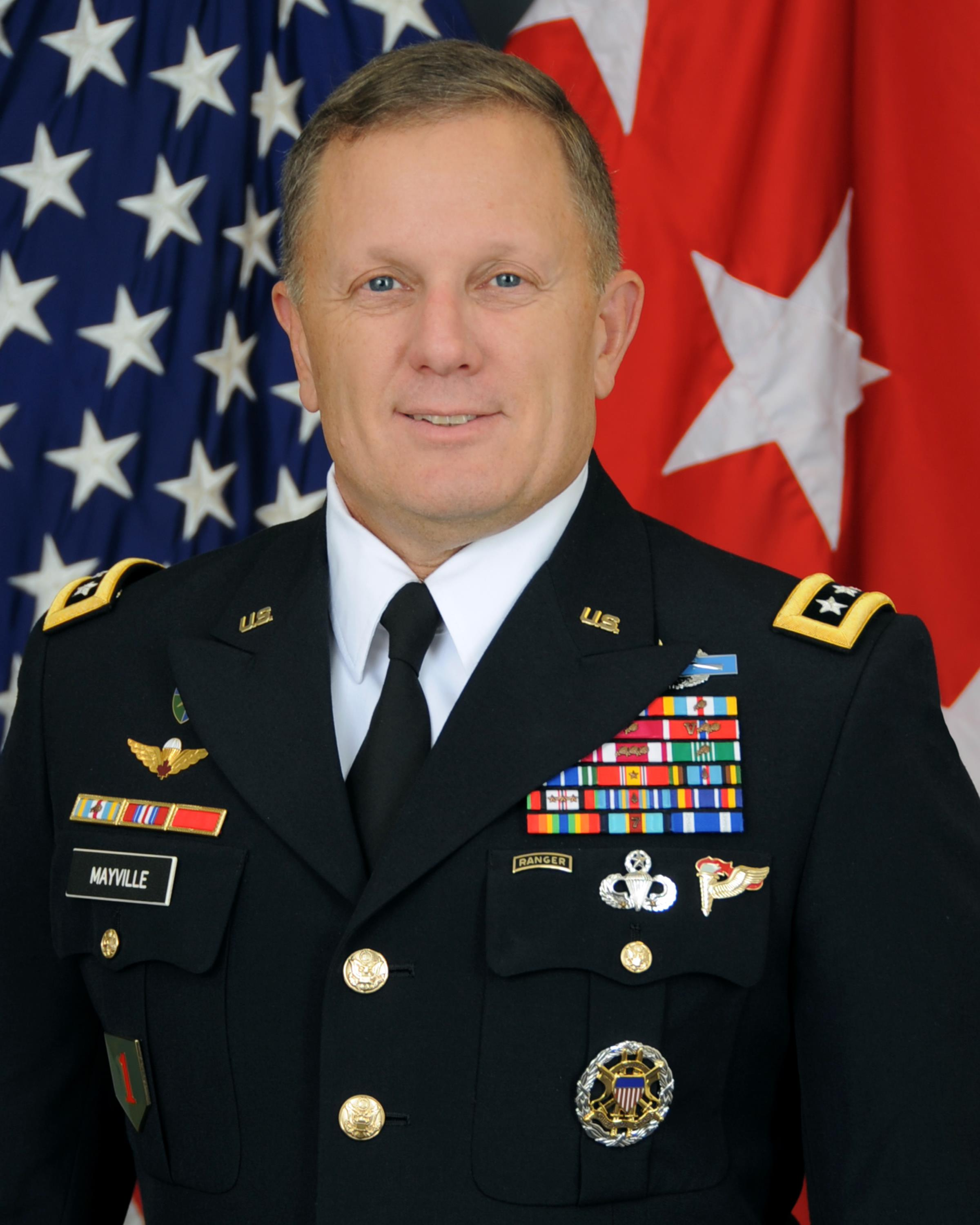
William C. Mayville Jr.

William Charles Mayville Jr. (* 5. April 1955 in New York City, New York) ist ein US-amerikanischer pensionierter Generalleutnant der United States Army. Er war unter anderem Kommandeur der 1. Infanteriedivision.

## Leben
In den Jahren 1978 bis 1982 durchlief William Mayville die United States Military Academy in West Point. Nach seiner Graduation wurde er als Leutnant der Infanterie zugeteilt. In der Armee durchlief er anschließend alle Offiziersränge vom Leutnant bis zum Drei-Sterne-General.
Im Lauf seiner militärischen Karriere absolvierte Mayville verschiedene Kurse und Schulungen. Dazu gehörten unter anderem der Infantry Officers Advance Course, das Command and General Staff College, das National War College und das Georgia Institute of Technology.
In seinen jüngeren Jahren absolvierte er den für Offiziere in den niederen Rangstufen üblichen Dienst in verschiedenen Einheiten und Standorten. Dazu gehörten auch Aufgaben als Stabsoffizier in verschiedenen Hauptquartieren. Mayville kommandierte militärische Einheiten auf fast allen Ebenen bis zum Divisionskommandeur. Zwischen Juni 2002 und März 2003 kommandierte er die 173. Luftlandebrigade die in Vicenza in Italien stationiert war, aber bald darauf im Irakkrieg eingesetzt wurde.
Nach diesem Kommando war Mayville Stabschef beim United States Army Southern European Command. Anschließend war er Stabsoffizier in der J3 Abteilung für Operationen beim Joint Chiefs of Staff in Washington, D.C. Es folgten Versetzungen zum Stab des United States European Commands und zur 82. Luftlandedivision, deren G4 Abteilung für Logistik er leitete. Daran schloss sich eine Versetzung nach Afghanistan an, wo er die G3 Stabsabteilung für Operationen der dortigen ISAF leitete. Diesen Posten bekleidete er bis zum Mai 2011.
Zwischen Mai 2011 und Mai 2013 kommandierte William Mayville die 1. Infanteriedivision, die in Fort Riley in Kansas stationiert war. Einheiten der Division waren damals zunächst noch im Irak und durchgehend zu Mayvilles Amtszeit als Kommandeur in Afghanistan eingesetzt. Nach seiner Zeit als Divisionskommandeur war er zwischen 2013 und 2015 Leiter der Stabsabteilung für Operationen beim Joint Chiefs of Staff. Nach einer zwischenzeitlich anderen Verwendung wurde Mayville im Jahr 2017 stellvertretender Kommandeur des United States Cyber Commands. Nach wenigen Monaten in diesem Amt trat er im März 2018 zurück und ließ sich in den Ruhestand versetzen. Es wurde damals spekuliert, dass er diesen Schritt aus Verärgerung über seine Nicht-Berücksichtigung für das Amt des Kommandeurs dieses Kommandos vollzogen habe.
Nach seiner Pensionierung trat William Mayville eine leitende Stelle bei der globalen Beraterfirma Korn Ferry an.

## Orden und Auszeichnungen
William Mayville erhielt im Lauf seiner militärischen Laufbahn unter anderem folgende Auszeichnungen:
- Army Distinguished Service Medal
- Defense Superior Service Medal
- Legion of Merit
- Bronze Star Medal
- Defense Meritorious Service Medal
- Meritorious Service Medal (Vereinigte Staaten)
- Army Commendation Medal
- Army Achievement Medal
- Joint Meritorious Unit Award
- Valorous Unit Award
- Meritorious Unit Commendation
- National Defense Service Medal
- Armed Forces Expeditionary Medal
- Afghanistan Campaign Medal
- Global War on Terrorism Expeditionary Medal
- Global War on Terrorism Service Medal
- NATO-Medaille
- Orden der Ehrenlegion (Frankreich)